# کارپینسک
شهر کارپینسک (به روسی: Карпинск) در کشور روسیه و در اوبلاست سوردلوفسک واقع شده‌است.